# تادیپار
تادیپار (به هندی: Tadipaar) فیلمی محصول سال ۱۹۹۳ و به کارگردانی ماهش بات است. در این فیلم بازیگرانی همچون میتون چاکرابورتی، پوجا بات، انوپم کهیر، گلشن گروور، ساداشیو آمراپورکار، جوهی چاولا، تیکو تالسانیا، ماکاراند دشپانده و ویکرام گوکاله ایفای نقش کرده‌اند.